# Prigioniero politico
Un prigioniero politico è una persona detenuta, o agli arresti domiciliari, in quanto le sue idee sono considerate una minaccia o una sfida all'autorità dello Stato. Per prigioniero politico si può anche intendere una persona alla quale sia stata negata la cauzione, o cui sia stata negata la libertà condizionale, quando queste sarebbero state ragionevolmente concesse ad un imputato accusato di un crimine simile.

## Rapporti con lo Stato di diritto
In molti casi, i prigionieri politici sono imprigionati, privi di un diritto legale, direttamente attraverso processi extragiudiziali. In altri casi può succedere anche che i prigionieri politici siano arrestati per mezzo di artifici legali, in cui accuse criminali, prove costruite, e processi non equi vengono utilizzati per spostare l'attenzione dal fatto che la persona è un prigioniero politico. Tale prevaricazione del diritto è un escamotage per evitare che la condanna venga intesa sia a livello nazionalmente che internazionale, come violazione dei diritti umani e come soppressione di un dissidente politico.
Per altro verso, se il diritto di perseguire penalmente è applicato nel rispetto dello Stato di diritto, la definizione è utilizzata per contestare la legittimità dei giudici. In questi casi, la dichiarazione di ritenersi “prigioniero politico”, da parte dei catturati, intende accreditare l'esistenza di un conflitto armato interno, che equipari i suoi attori ai soggetti cui si applicano le Convenzioni di Ginevra: si tratta, cioè, di un tentativo di giustificare la commissione di reati, adducendo la motivazione di coscienza come motivo sufficiente per scampare ai rigori della legge. In realtà le convenzioni di Ginevra del 1949 sui conflitti armati non prevedono alcun particolare trattamento per i ribelli in quanto tali. Solo se controllano una parte del territorio sono considerati combattenti ai sensi delle convenzioni. In diritto penale l'omicidio è considerato il delitto naturale per eccellenza, dunque gli autori di omicidi che si dichiarano prigionieri politici hanno una credibilità molto scarsa.

## Varianti
Governi o vari tipi di regime — fascista, comunista, democratico e teocratico — hanno avuto in custodia prigionieri politici. In Unione Sovietica, vennero spesso utilizzate diagnosi psichiatriche ambigue e controverse, allo scopo di giustificare l'invio al confino dei prigionieri politici. Nella Germania nazista, i "Nacht und Nebel",  furono tra le prime vittime della repressione. Durante la Guerra del Vietnam, il governo del Vietnam del Sud negò di "avere in custodia prigionieri politici", nonostante il fatto che circa 100.000 civili fossero imprigionati come detenuti in 41 campi di internamento. Questo includeva membri non-combattenti del National Liberation Front o NLF, Fronte di Liberazione Nazionale, inclusi capi villaggio, insegnanti, impiegati delle riscossione delle tasse, postini, personale medico, così come pure molti contadini i cui parenti erano membri del NLF. In Nord Corea, intere famiglie vengono imprigionate se un membro della famiglia è sospettato di sentimenti anti-governativi. I Governi di solito rigettano la tesi che vengano detenuti prigionieri politici.
I prigionieri politici a volte scrivono memorie delle loro esperienze e delle loro conseguenti riflessioni; alcune delle loro memorie sono diventate importanti testi politici. Nel gergo di molti gruppi violenti e di loro simpatizzanti, i prigionieri politici includono persone imprigionate perché aspettano di essere giudicate, o che sono state detenute per azioni qualificate come terrorismo. Il presupposto è che queste azioni fossero moralmente giustificate da una lotta contro il governo che ha imprigionato le suddette persone, inclusi i casi di governi democratici. Per esempio, i gruppi francesi anarchici chiamano di solito "prigionieri politici" gli ex-membri di Action directe detenuti in Francia per omicidio. In Italia i reati perseguiti per finalità terroristiche includono oltre ai capi di imputazione specifici eventualmente contestati, anche i discussi reati associativi (con finalità di terrorismo e/o di sovversione violenta) o di pericolo presunto (per esempio, l'assistenza agli associati e gli atti preparatori di condotte terroristiche). 
In taluni casi viene criticato l'uso delle carcerazioni preventive e la lunghezza dei processi per reati legati ad attività politiche che si presumono illecite. Ad esempio, in Italia l'operazione Arcadia nel 2006 portò all'arresto di 18 esponenti del partito comunista indipendentista A Manca pro s'Indipendentzia per il reato di "associazione sovversiva con finalità di terrorismo e di eversione dell'ordine democratico", il cui processo al 2020 non è però ancora terminato. Con le medesime accuse nel 2009 fu arrestato l'indipendentista sardo Bruno Bellomonte, già arrestato nell'operazione Arcadia, e fu detenuto per 29 mesi in regime di carcere duro al di fuori della Sardegna, prima di essere assolto in via definitiva, ma non reintegrato nel suo lavoro di ferroviere.
Si ricordano le campagne di Amnesty International per il rilascio di prigionieri di coscienza o POCs, che include sia i prigionieri politici così come coloro che sono imprigionati per le loro idee religiose o politiche.

## Noti prigionieri politici
- Pancho Villa, unitosi alla causa della rivoluzione messicana, venne incarcerato al Lecumberri da dove tuttavia riuscì a fuggire;
- Sacco e Vanzetti, anarchici italiani emigrati negli Stati Uniti, giustiziati nel 1927 e "assolti" a distanza di cinquant'anni;
- Antonio Gramsci, politico e giornalista incarcerato dal regime di fascista;
- Gandhi, sostenitore dei metodi della nonviolenza e della disobbedienza civile, venne più volte arrestato e incarcerato dagli inglesi durante la lotta per l'indipendenza dell'India.
- Nelson Mandela, attivista simbolo della lotta all'Apartheid, si unì all'ANC e al Umkhonto we Sizwe, l'ala armata del partito a cui aderiva. Venne incarcerato dal 1962 al 1990, anno in cui venne scarcerato su mandato di Frederik De Klerk;
- Leonard Peltier, attivista per i diritti dei nativi americani, condannato a due ergastoli in seguito a un processo farsa;
- Václav Havel, presidente prima della Cecoslovacchia e poi della Repubblica Ceca, arrestato più volte perché in contrasto con le idee comuniste del regime cecoslovacco;
- Andrej Dmitrievič Sacharov, fisico prima, e dissidente sovietico poi, venne confinato a Nižnij Novgorod per aver manifestato contro l'Invasione sovietica dell'Afghanistan, venne rilasciato durante l'era di Gorbačëv;
- Bobby Sands, attivista e parlamentare irlandese, accusato di aver preso parte a un attentato ma mai condannato per mancanza di prove. Venne in seguito condannato per possesso di arma da fuoco e morì in carcere per sciopero della fame nel 1981;
- Bruno Bellomonte, leader del partito indipendentista sardo A Manca pro s'Indipendentzia, detenuto in regime di carcere duro per 29 mesi, dal 2009 al 2011, in seguito ad accuse di terrorismo rivelatasi completamente prive di fondamento;[3][4]
- Aleksandr Isaevič Solženicyn, venne confinato in un Gulag per 5 anni a causa di una sua allusione a Stalin;
- Aung San Suu Kyi dovette subire gli arresti domiciliari e limitazioni alle proprie libertà personali ad opera del regime militare birmano dal 1989 fino al 13 novembre 2010, giorno della sua definitiva liberazione.
- Lenin, protagonista della Rivoluzione d'Ottobre, fu arrestato nel 1895 per sedizione e condannato alla deportazione in Siberia per tre anni, nel periodo della monarchia zarista.
- Fidel Castro, leader della Cuba comunista, fu imprigionato nel 1953 in seguito all'assalto alla caserma Moncada e poi liberato nel 1955 in seguito ad amnistia.
- Patrice Lumumba, leader del Movimento Nazionale Congolese che conquistò l'indipendenza contro il governo coloniale belga, dopo aver vinto le prime elezioni democratiche ed essere stato nominato Primo Ministro, fu arrestato nel dicembre 1960 in seguito a un colpo di stato militare e assassinato il 17 gennaio 1961.
- Mordechai Vanunu, tecnico nucleare israeliano, condannato a 18 anni per tradimento, poiché rivelò il segreto di stato dell'arsenale nucleare di Israele;
- Ligio Zanini, durante la sua gioventù nel PCJ condannò sia le fazione schierate con Tito, sia quelle a favore di Stalin. A causa di questa decisione, venne internato a Goli Otok dal 1949 al 1952, anno che venne scarcerato con la condizione di non raccontare delle terribili condizioni di vita nell'isola;
- Gao Zhisheng, avvocato cinese, divenne fortemente critico del Partito Comunista Cinese e per tal motivo fu incarcerato.
- Asia Bibi (più correttamente Aasiyah Naurīn Bibi), donna cristiana condannata a morte in Pakistan per il reato di blasfemia e detenuta in carcere dal 2009.
- Keywan Karimi, scrittore e regista indipendente iraniano, nel 2013 è stato arrestato dalle forze di sicurezza, e nel 2016 è stato condannato a 6 anni di carcere e 223 frustate, a causa del film Writing on the city.
- Hossein Rajabian, scrittore, fotografo e regista indipendente iraniano, nel 2013 è stato arrestato dalle forze di sicurezza, e nel 2015 è stato condannato a 6 anni di prigione e a una multa per attività cinematografiche illecite, per blasfemia e propaganda contro il regime.[6][7][8][9][10]
- Chelsea Manning, attivista ed ex militare statunitense, nel 2013 viene condannata a 35 anni di carcere per violazione del segreto militare, per aver consegnato decine di migliaia di documenti sulla guerra in Iraq all'organizzazione WikiLeaks. Dopo sette anni di prigionia, viene liberata nel 2017 per la grazia concessa dal presidente Barack Obama.
- Julian Assange, giornalista e fondatore di WikiLeaks, è in carcere dall'11 aprile 2019 in Inghilterra, dopo essere rimasto confinato per sette anni nell'ambasciata dell'Ecuador a Londra come rifugiato politico. Su di lui pende una richiesta di estradizione fatta dagli Stati Uniti d'America per le accuse di cospirazione e spionaggio.
- Aleksej Naval'nyj, politico, attivista e blogger russo. Leader dell'opposizione a Vladimir Putin.
- Pablo Hasél, rapper vicino all'indipendentismo catalano, arrestato nel 2021 dopo una condanna per insulti alla monarchia spagnola e alle forze armate, e presunto incitamento al terrorismo.[11]